# الانتخابات العامة السودانية 2015
أجريت الانتخابات العامة في السودان في 13-16 أبريل 2015 لانتخاب الرئيس والمجلس الوطني السوداني. كان من المقرر إجراء الانتخابات في 2 أبريل، ولكن تم تأخيرها لمدة أحد عشر يومًا. كانت هذه أول انتخابات تجرى بعد انفصال جنوب السودان.
فاز الرئيس عمر البشير بالانتخابات الرئاسية بشكل ساحق،  وسط مقاطعة أغلبية المعارضة. كما فاز حزب المؤتمر الوطني الحاكم في السودان بالأغلبية في الجمعية الوطنية التي تضم 426 مقعدًا.

## النظام الانتخابي
تم انتخاب الرئيس باستخدام نظام الجولتين. إذا لم يحصل أي مرشح على أغلبية الأصوات في الجولة الأولى، لكانت جولة الإعادة.
تم انتخاب الأعضاء الـ 426 في المجلس الوطني السوداني بثلاث طرق؛ تم انتخاب نصفهم بأغلبية الأصوات في الدوائر الانتخابية متعددة الأعضاء على أساس الولايات الـ 18 وتحتوي على ما بين مقعدين و 36 مقعدًا. تم حجز 128 مقعدًا للنساء وتم انتخابهم عن طريق التمثيل النسبي لقائمة مغلقة في دائرة انتخابية وطنية واحدة، في حين تم انتخاب 85 مقعدًا آخر غير محجوزة من قبل النظام نفسه.

## سير الانتخابات

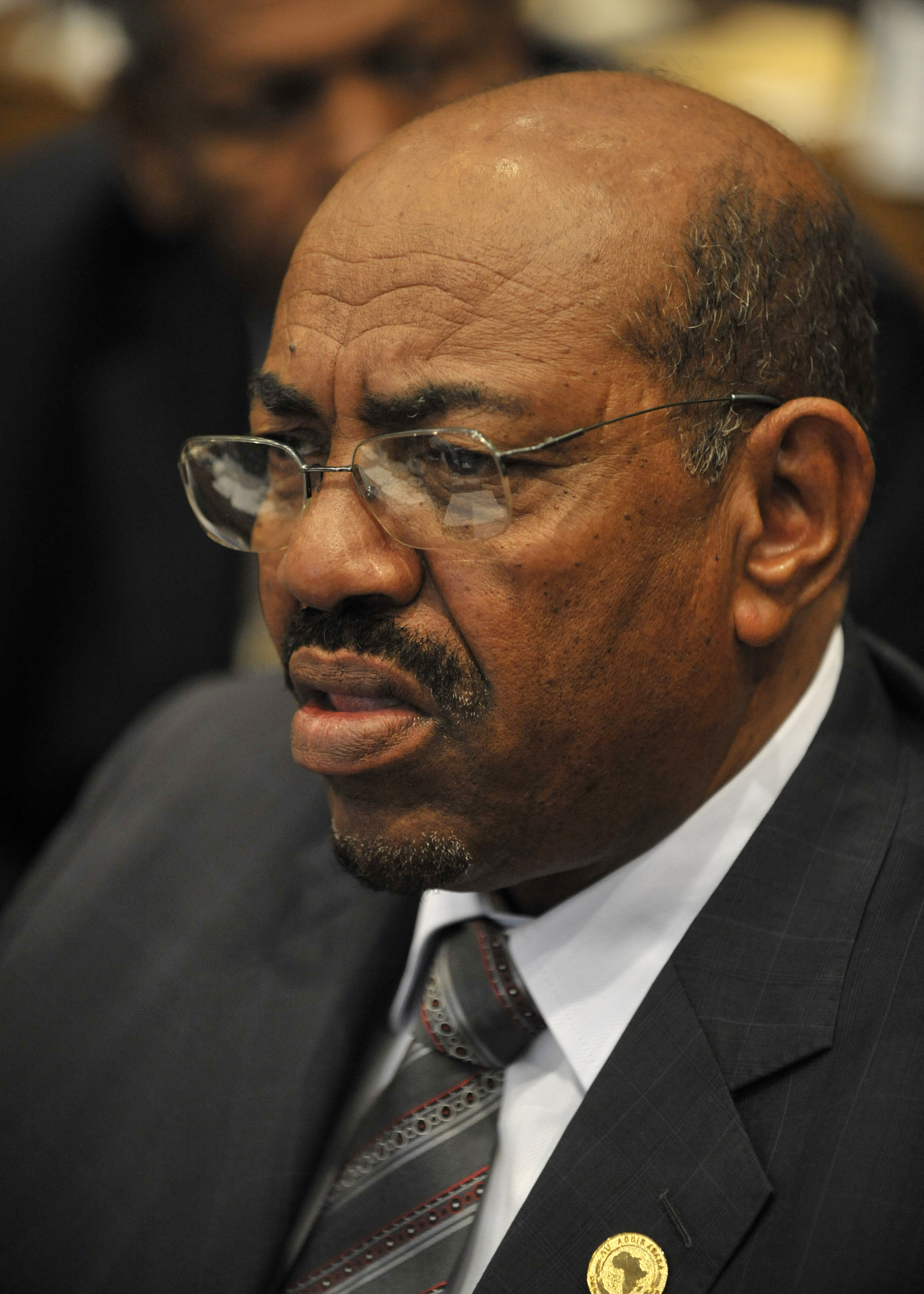
عمر حسن أحمد البشير، رئيس السودان

### حملة
أعيد انتخاب الرئيس عمر البشير كمرشح رئاسي للكونغرس الوطني في أكتوبر 2014. تم تسجيل خمسة عشر مرشحًا آخر لخوض الانتخابات، على الرغم من أنهم غير معروفين نسبيًا.
كانت غالبية أحزاب المعارضة تقاطع الانتخابات، على الرغم من أن ما مجموعه 44 حزباً تقدموا بمرشحين. ومع ذلك، اختار حزب المؤتمر الوطني الحاكم عدم تقديم المرشحين في 30٪ من الدوائر الانتخابية للسماح للأحزاب الأخرى بالفوز بمقاعد.

### المراقبون
تم نشر بعثات (بعثة مراقبة الانتخابات) من الاتحاد الأفريقي (AU)، وجامعة الدول العربية، والسوق المشتركة لشرق وجنوب أفريقيا (الكوميسا)، والهيئة الحكومية الدولية المعنية بالتنمية (إيقاد)، ومنظمة التعاون الإسلامي (OIC)؛ وكذلك من الصين وروسيا وتركيا.
وقادت بعثة مراقبة الانتخابات التابعة للاتحاد الأفريقي الرئيس النيجيري السابق أولوسيجون أوباسانجو. وأعربت «بعثة الاتحاد الأفريقي في الصومال» عن «ارتياحها لاستمرار التصويت بشكل سلمي» وأشارت إلى أن البلاد «لا تزال تواجه تحديات خطيرة لبناء الديمقراطية والمصالحة الوطنية». وخلصت إلى أن «النتائج.. ستعكس التعبير عن إرادة الناخبين السودانيين».
وأشارت بعثة الكوميسا إلى أن «البيئة العامة التي نظمت فيها الانتخابات العامة كانت سلمية بشكل ملحوظ» وأثنت على الشعب السوداني. ولاحظت بقلق أيضاً أن «الانتخابات العامة قاطعتها عدة أحزاب سياسية معارضة».

## النتائج

### الرئيس

نسبة الإقبال حسب الولاية.

| مرشح                        | مرشح                          | الحزب                       | الأصوات    | ٪     |
| --------------------------- | ----------------------------- | --------------------------- | ---------- | ----- |
|                             | عمر البشير                    | حزب المؤتمر الوطني          | 5.252.478  | 94.05 |
|                             | فضل السيد شعيب                | حزب الحقيقة الفيدرالي       | 79.779     | 1.43  |
|                             | فاطمة عبد محمود               | الاتحاد الاشتراكي السوداني  | 47.653     | 0.85  |
|                             | محمد الحسن محمد               | حزب الإصلاح الوطني          | 42.399     | 0.76  |
|                             | عبد محمود عبد الجبار          | اتحاد قوى الأمة             | 41.134     | 0.74  |
|                             | حمدي حسن أحمد                 | مستقل                       | 18.043     | 0.32  |
|                             | محمد احمد عبد القادر الارباب  | مستقل                       | 16.966     | 0.30  |
|                             | ياسر يحيى صالح عبد القادر     | مستقل                       | 16.609     | 0.30  |
|                             | خيري بخيت                     | مستقل                       | 11.852     | 0.21  |
|                             | عادل دفع الله جابر            | مستقل                       | 9.435      | 0.17  |
|                             | محمد عوض البارو               | مستقل                       | 9.388      | 0.17  |
|                             | أسعد النيل عادل ياسين الصافي  | مستقل                       | 9.359      | 0.17  |
|                             | علم الهدى احمد عثمان محمد علي | مستقل                       | 8.133      | 0.15  |
|                             | احمد الراضي جاد الله سالم     | مستقل                       | 7.751      | 0.14  |
|                             | عصام الغالي تاج الدين علي     | مستقل                       | 7.587      | 0.14  |
|                             | عمر عوض الكريم حسين علي       | مستقل                       | 6.297      | 0.11  |
| أصوات فارغة / غير صالحة     | أصوات فارغة / غير صالحة       | أصوات فارغة / غير صالحة     | 506.549    | -     |
| مجموع                       | مجموع                         | مجموع                       | 6.091.412  | 100   |
| الناخبون المسجلون / الإقبال | الناخبون المسجلون / الإقبال   | الناخبون المسجلون / الإقبال | 13.126.989 | 46.40 |
| المصدر: NEC                 |                               |                             |            |       |

### المجلس الوطني السوداني
| الحزب                                      | مقاعد نسبية | مقاعد نسبية | مقاعد نسبية | مقاعد محجوزة | مقاعد محجوزة | مقاعد محجوزة | مقاعد الدوائر | مقاعد الدوائر | مقاعد الدوائر | مجموع المقاعد | +/– |
| الحزب                                      | الأصوات     | %           | المقاعد     | الأصوات      | %            | المقاعد      | الأصوات       | %             | المقاعد       | مجموع المقاعد | +/– |
| ------------------------------------------ | ----------- | ----------- | ----------- | ------------ | ------------ | ------------ | ------------- | ------------- | ------------- | ------------- | --- |
| حزب المؤتمر الوطني                         | 3,915,590   | 78.32%      | 67          | 4,321,901    | 83.37%       | 107          |               |               | 149           | 323           | 0   |
| الحزب الاتحادي الديقراطي الأصل             | 218,120     | 4.36%       | 4           | 249,768      | 4.82%        | 6            |               |               | 15            | 25            | +23 |
| حزب الأمة القيادة الجماعية                 | 214,531     | 4.29%       | 4           | –            | –            | –            |               |               | 2             | 6             | +5  |
| الحزب الوطني الاتحادي                      | 114,806     | 2.30%       | 2           | 137,265      | 2.65%        | 3            |               |               | 10            | 15            | +11 |
| حزب الأمة الاتحادي                         | 79,292      | 1.59%       | 1           | 107,102      | 2.07%        | 3            |               |               | 3             | 7             | +4  |
| حزب الحرية والعدالة                        | 60,373      | 1.21%       | 1           | 36,899       | 0.71%        | 1            |               |               | 1             | 3             | –   |
| حزب الأمة المتحدة                          | 49,923      | 1.00%       | 1           | 63,770       | 1.23%        | 2            |               |               | 1             | 4             | –   |
| حزب الأمة للإصلاح والتنمية                 | 35,309      | 0.71%       | 1           | 45,199       | 0.87%        | 1            |               |               | 3             | 5             | –   |
| حزب الأمة القومي                           | 30,966      | 0.62%       | 1           | –            | –            | –            |               |               | 2             | 3             | +2  |
| حزب الحقيقة الفيدرالي                      | 30,254      | 0.61%       | 1           | 33,046       | 0.64%        | 1            |               |               | 0             | 2             | –   |
| حزب الرباط الوطني                          | 30,079      | 0.60%       | 1           | 43,199       | 0.83%        | 1            |               |               | 0             | 2             | –   |
| حزب الحرية والعدالة الوطني                 | 29,642      | 0.59%       | 1           | –            | –            | –            |               |               | 3             | 4             | –   |
| حزب الدستور                                | 27,466      | 0.55%       | 0           | 39,783       | 0.77%        | 1            |               |               | 0             | 1             | –   |
| حزب حركة العدالة والمساواة                 | 26,723      | 0.53%       | 0           | 18,493       | 0.36%        | 0            |               |               | 0             | 0             | –   |
| حزب الإصلاح الوطني                         | 25,990      | 0.52%       | 0           | 30,107       | 0.58%        | 1            |               |               | 0             | 1             | –   |
| حزب حركة القوى الشعبية للحقوق والديمقراطية | 23,089      | 0.46%       | 0           | 27,260       | 0.53%        | 1            |               |               | 0             | 1             | –   |
| حزب العدالة                                | 18,196      | 0.36%       | 0           | –            | –            | –            |               |               | 0             | 0             | –   |
| حزب الحركة الوطنية للسلام والتنمية         | 17,231      | 0.34%       | 0           | 14,732       | 0.28%        | 0            |               |               | 0             | 0             | –   |
| الاتحاد الاشتراكي السوداني                 | 16,508      | 0.33%       | 0           | –            | –            | –            |               |               | 0             | 0             | –   |
| حزب الحركة الشعبية                         | 14,018      | 0.28%       | 0           | 15,595       | 0.30%        | 0            |               |               | 1             | 1             | –   |
| حزب الجبهة الوطنية السودانية               | 12,740      | 0.25%       | 0           | –            | –            | –            |               |               | 0             | 0             | –   |
| حزب الاتحاد الاشتراكي السوداني المايوي     | 8,686       | 0.17%       | 0           | –            | –            | –            |               |               | 0             | 0             | –   |
| حزب الوسط والعدالة                         | –           | –           | –           | –            | –            | –            |               |               | 1             | 1             | –   |
| حزب اتحاد عام جنوب وشمال الفونج            | –           | –           | –           | –            | –            | –            |               |               | 1             | 1             | –   |
| حزب السودان أنا                            | –           | –           | –           | –            | –            | –            |               |               | 1             | 1             | –   |
| حزب الأسود الحرة                           | –           | –           | –           | –            | –            | –            |               |               | 1             | 1             | –   |
| المستقلون                                  | –           | –           | –           | –            | –            | –            |               |               | 19            | 19            | +16 |
| أصوات فارغة / غير صالحة                    |             | –           | –           |              | –            | –            |               | –             | –             | –             | –   |
| المجموع                                    | 4,999,532   | 100         | 85          | 5,184,119    | 100          | 128          |               |               | 213           | 426           | –24 |
| الناخبون المسجلون / الإقبال                |             |             | –           |              |              | –            |               |               | –             | –             | –   |
| المصدر: NEC                                |             |             |             |              |              |              |               |               |               |               |     |

## ردود أفعال
في 9 أبريل 2015، قال الاتحاد الأوروبي إن هناك «نقصًا في البيئة المواتية للانتخابات المقبلة»، وأنه يشعر بخيبة أمل لأن الحكومة السودانية أضاعت فرصة «من خلال عدم الاستجابة لجهود الاتحاد الأفريقي لتحقيق جميع أصحاب المصلحة معا».
في 20 أبريل 2015 ؛ أصدرت النرويج والمملكة المتحدة والولايات المتحدة بيانا مشتركا قالت فيه إن الحكومة السودانية فشلت «في خلق بيئة انتخابات حرة ونزيهة ومواتية» وأن «نتيجة هذه الانتخابات لا يمكن اعتبارها تعبيرا ذا مصداقية عن إرادة الشعب السوداني». وعقب هذا البيان، استدعت وزارة الخارجية السودانية سفراء هذه الدول، وأدانت البيان بأنه «معلومات خاطئة وحكم مسبق على الانتخابات». واعتبرها كذلك «تدخلاً صارخاً في شؤون السودان الداخلية». ووصف الرئيس البشير المنتقدين بأنهم «أحزاب استعمارية».
في 21 أبريل 2015، أصدرت السفارة السودانية في لندن بيانًا قالت فيه إن الهيئات الدولية الأخرى كانت منحازة بشكل واضح لأنها رفضت حتى إرسال مراقبيها و"الادعاء بأن الاضطرابات في بعض الأطراف المعزولة تقلل من صحة الانتخابات لا تصمد.
في 28 أبريل 2015، قال المتحدث باسم وزارة الخارجية الصينية هونج لي أنهم يحترمون «خيار الشعب السوداني» وهنأوا الرئيس البشير على إعادة انتخابه.
استقبل الرئيس البشير أيضا رسائل تهنئة من الرئيس عبد الفتاح السيسي من مصر،  الملك عبد الله من الأردن،  الأمير صباح الأحمد الجابر الصباح من الكويت،  السلطان قابوس بن سعيد من سلطنة عمان،  الأمير تميم بن حمد من قطر،  الملك سلمان بن عبد العزيز من المملكة العربية السعودية والرئيس خليفة آل نهيان من الإمارات العربية المتحدة.

## روابط خارجية
- لجنة الانتخابات الوطنية